# Populus glandulosa
Populus glandulosa är en videväxtart som först beskrevs av Homiki Uyeki, och fick sitt nu gällande namn av Homiki Uyeki. Populus glandulosa ingår i släktet popplar, och familjen videväxter. Inga underarter finns listade i Catalogue of Life.